# Google ビルディング メーカー
Google ビルディング メーカーとは、Googleが提供していた建物の3次元モデルを作成するウェブサービスである。2009年10月13日に開設され、2013年6月4日にサービス終了した。

## 概要
Google ビルディング メーカーは、Google Earthの建物の3次元モデルをブラウザ上で作成するツールとして提供された。3次元モデルを誰でも簡単に作れるようにして、Google Earthの建物を充実させる考えである。インターフェースは地図と航空写真が表示され、Googleがサポートする作成可能地域で3次元モデルを作成する。
3次元モデルを作成する際は、ブロック型や屋根型のワイヤーフレームとよばれる描画ツールを用いて、複数方向から撮影された航空写真に写り込む建物をトレースする。全ての航空写真のトレースが完了したら、航空写真をベースに建物のテクスチャが自動で貼り付けられて、単純な3次元モデルが完成する。作成したモデルをGoogle 3DギャラリーにアップロードしてGoogleによる審査を通過すると、Google Earthで公開される流れとなる。
しかし2010年代以降は、AIなどのコンピュータ技術に進歩により、Google Earth用の3Dモデルの制作が自動化された。これにより、地形や植木、複雑な建築物を、広範囲かつ短時間で3D化できるようになった。これにより手作業で作る必要がなくなったため、Google ビルディング メーカーは2013年6月4日をもってサービス終了した。

## 作成可能な都市

### アフリカ

#### 南アフリカ
- ブルームフォンテーン
- ケープタウン
- ダーバン
- ヨハネスブルク
- ネルスプロイト
- フォケング
- ポロクワネ
- ポートエリザベス
- プレトリア

### アジア

#### 日本
- 福岡
- 広島県
- 神戸
- 京都
- 名古屋
- 大阪
- 埼玉県
- 札幌
- 仙台
- 東京
- 横浜

### ヨーロッパ

#### オーストリア
- インスブルック
- リンツ
- ウィーン

#### ベルギー
- ブリュッセル

#### チェコ共和国
- プラハ

#### デンマーク
- コペンハーゲン

#### フィンランド
- ヘルシンキ

#### フランス
- リヨン
- マルセイユ

#### ギリシャ
- アテネ

#### ドイツ
- ベルリン
- ケルン
- ドルトムント
- ニュルンベルク
- シュトゥットガルト

#### ハンガリー
- ブダペスト

#### アイルランド
- ダブリン

#### イタリア
- フィレンツェ
- ラクイラ
- ミラノ
- ローマ
- ヴェネツィア

#### オランダ
- アムステルダム
- ハーグ
- ロッテルダム

#### ノルウェー
- オスロ

#### ポーランド
- ワルシャワ

#### ポルトガル
- リスボン

#### ルーマニア
- ヤシ

#### スペイン
- バルセロナ
- マドリード
- セビリア
- バレンシア

#### スウェーデン
- ストックホルム

#### スイス
- チューリッヒ

#### イギリス
- バーミンガム
- カーディフ
- エディンバラ
- ロンドン

### 北米

#### カナダ
- オンタリオ
- トロント
- バンクーバー

#### メキシコ
- メキシコシティ

#### 米国
- アルバカーキ
- アトランタ
- オースティン
- バークレー
- ボストン
- シャーロット
- シカゴ
- シンシナティ
- クリアウォーター
- クリーブランド
- コロンバス
- ダラス
- デンバー
- デトロイト
- フレズノ
- ホノルル
- ヒューストン
- インディアナポリス
- ジャクソンビル
- カンザスシティ
- タホ
- ラスベガス
- ロサンゼルス
- マリブ
- メンフィス
- マイアミビーチ
- マイアミ
- ミルウォーキー
- ミネアポリス
- ナッシュビル
- ニューオーリンズ
- ノーフォーク
- オークランド
- オクラホマシティ
- オーランド
- フィラデルフィア
- フェニックス
- ピッツバーグ
- プレーンフィールド
- ポートランド
- ローリー
- リバーサイド
- レッドウッドシティ
- サクラメント
- ソルトレイクシティ
- サンアントニオ
- サンディエゴ
- サンフランシスコ
- サンノゼ
- サンタクルーズ
- シアトル
- セントルイス
- セントピーターズバーグ
- タンパ
- ツーソン
- オレンジ郡（北西）

### オセアニア

#### オーストラリア
- メルボルン

### 南米

#### アルゼンチン
- ブエノスアイレス
- コルドバ
- マールデルプラタ
- メンドーサ
- ロサリオ

#### ブラジル
- ブラジリア
- ポルトアレグレ

#### チリ
- サンティアゴ
- バルパライソ